# Kenneth Burke
Kenneth Duva Burke (ur. 5 maja 1897 w Pittsburgh, Pensylwania, zm. 19 listopada 1993 w Andover, New Jersey) – amerykański teoretyk literatury.

## Znaczenie
Miał ogromny wpływ na XX-wieczną filozofię, estetykę, krytykę oraz teorię retoryki. Jako teoretyk literatury, Burke był najbardziej znany ze swoich analiz opierających się na naturze rzeczy. Był jednym z pierwszych myślicieli, którzy odeszli od tradycjonalnej retoryki, aby pojmować literaturę jako „działanie symboliczne”.
Burke został uznany w The Johns Hopkins Guide to Literary Theory and Criticism za „jednego z najbardziej niekonwencjonalnych, ambitnych i wyrafinowanych amerykańskich krytyków literatury dwudziestego wieku”. Jego spuścizna jest tematem dyskusji współczesnych retoryków i filozofów.

## Wykształcenie i praca
Burke krótko uczęszczał na uczelnie wyższe – Ohio State University (Columbus, 1916–17), a także Columbia University (Nowy Jork, 1917-18) – nigdy ich nie ukończył. Pisał poezje, prozę oraz tłumaczył krótkie prace z niemieckiego na angielski. Był krytykiem muzycznym w gazetach The Dial (1927-9) oraz The Nation (1934-36). W latach 1938 oraz 1949-50 wykładał krytykę literacką na Uniwersytecie w Chicago, także uczył w Bennington College (Vermont) w latach 1943-61.

## Dzieła
- Counter-Statement (1931; rev. ed., 1968)
- The Philosophy of Literary Form (1941; 3rd ed., 1974)
- Permanence and Change: An Anatomy of Purpose (1935; rev. ed., 1959)
- Attitudes Toward History, 2 vol. (1937; rev. ed., 1959)
- A Grammar of Motives (1945)
- A Rhetoric of Motives (1950)
- Language as Symbolic Action (1966)